# Mesembrius formosanus
Mesembrius formosanus är en tvåvingeart som beskrevs av Tokuichi Shiraki 1930. Mesembrius formosanus ingår i släktet Mesembrius och familjen blomflugor.
Artens utbredningsområde är Taiwan. Inga underarter finns listade i Catalogue of Life.